# Odin vdokh
Odin vdokh (en ruso: Один вдох), también One Breath, es una película rusa de drama y deportes de 2020 dirigida por Elena Hazanova. Sigue a una protagonista, cuyo nuevo pasatiempo, lleno de adrenalina y peligros, la ayuda a mirar de nuevo la vida y encontrarse a sí misma en este mundo, la película está protagonizada por Viktoriya Isakova.
La película se basa en la biografía de la múltiple campeona mundial Natalia Molchanova, quien fundó la primera escuela nacional de apnea reconocida internacionalmente (Freediving Federation) con sus colegas en Rusia, es autora de su propio método de enseñanza de apnea, libros y películas sobre apnea
Fue estrenada en cines en Rusia el 5 de marzo de 2020 por ProfiCinema.

## Reparto
- Viktoriya Isakova como Marina Gordeeva
- Maksim Sukhanov como Vadim Batyarov
- Vladimir Yaglych como Ignat Kaverin
- Philip Ershov como Sasha Gordeev
- Stasya Miloslavskaya como Anya Gordeeva
- Sergey Sosnovsky como Valeriy
- Vladislav Vetrov como doctor de deportes
- Artyom Tkachenko como director del instituto de deporte
- Olga Lerman como episode
- Aleksey Matoshin como exesposo de Marina
- Anastasiya Karaulova como Larisa
- Elizaveta Khmelevskaya como Nastya
- Kristian Kiehling como Rupert[4]

## Producción
Para trabajar en tomas submarinas, se invitó a un equipo líder mundial de especiales al aire libre y a la directora Julie Gautier, conocida por sus cortos artísticos, que filma con su esposo Guillaume Néry. Ambos se dedican profesionalmente a la apnea y, en el pasado, fueron campeones en este deporte.

### Rodaje
La película fue el primer largometraje ruso rodado en mar abierto a cien metros de profundidad.
La fotografía principal comenzó el 2 de octubre de 2018 a septiembre de 2019 en la Academia de Protección Civil del Ministerio de Situaciones de Emergencia de Rusia en la ciudad de Jimki, Óblast de Moscú, Se filmaron escenas de buceo en mar abierto frente a la costa de Malta.

## Estreno
La fecha de estreno en Moscú tuvo lugar en los cines de la Federación Rusa el 5 de marzo de 2020 por ProfiCinema.

### Marketing
El 7 de noviembre de 2019 se lanzó el tráiler oficial de la película.